# Таплакен
Замок Таплакен (нем. Taplacken) — замок Тевтонского ордена в посёлке Талпаки Калининградской области.
В настоящее время в замке живут несколько семей.

## Этимология названия
Название замка и посёлка произошло от названия прусской деревни Талпакен, означавшее «тёплое поле». После 1945 года посёлок переименовали в Талпаки.

## История
Основан в 1336 году по указанию Генриха Дуземера фон Арфберга, маршала Тевтонского ордена. Изначально представлял собой деревянно-земляную крепость рядом с прусским поселением Талпакен.
В 1376 году крепость была захвачена и уничтожена литовским князем Кейстутом. По возвращении территории под контроль немцев через три года было принято решение перестроить крепость в камне. После этого, во второй половине XIV века, крепость стала центром каммерамта.
В 1525 году Таплакен стал герцогским доменом, и к 1530 году крепость была перестроена в замок. В западной части обустроили жилой трёхэтажный флигель с подвалом, в северной — капеллу.
В XVIII веке замку присвоили статус округа.
К началу XIX века военное значение замка было утрачено, и он представлял собой большую сельскую усадьбу.
Во время боевых действий 1945 года главное здание замка было повреждено и частично сожжено, но в 1946 году северном флигеле поселились советские переселенцы.
Таплакен получил статус объекта культурного наследия регионального значения согласно Постановлению Правительства Калининградской области от 23 марта 2007 года № 132.
С 2012 года памятник принадлежит РПЦ.